# Безмер (област Добрич)
 За другото българско село вижте Безмер (Област Ямбол).  
Безмер е село в Североизточна България. То се намира в община Тервел, област Добрич.

## География
Разстояние до столицата София: 454 км. Населението е съставено от българи, турци и роми, разпределени почти по равно.
В района на селото има изключително богато разнообразие от птици, наред с традиционно срещаните тук горски бозайници.

## История
През Османския период, след Освобождението и по време на румънската власт над Южна Добруджа селото носи името Авдулла.
Според запазени свидетелства в печата в края на Румънската кампания през Първата световна война оттеглящите се румънски окупационни сили отнемат от населението в района на селото едър добитък и каруци.
Със заповед МЗ № 2191/обн. 27 юни 1942 г. селото се преименува на Безмер.

## Население
Преброяване на населението през 2011 г.
Численост и дял на етническите групи според преброяването на населението през 2011 г.:
|                     | Численост | Дял (в %) |
| Общо                | 1162      | 100,00    |
| Българи             | 197       | 16,95     |
| Турци               | 325       | 27,96     |
| Цигани              | 278       | 23,92     |
| Други               | 0         | 0,00      |
| Не се самоопределят | 7         | 0,60      |
| Неотговорили        | 355       | 30,55     |

## Религии
В селото има църква и джамия.

## Обществени институции
Има основно училище, в което се обучават ученици от селото, а преди години – и децата от близките села (Гуслар и Мали извор).

## Други
Земеделска кооперация Безмер се занимава с растениевъдство, производство и продажба на едро на житни и маслодайни култури.